# Thunderbolt (1929)
Thunderbolt is een Amerikaanse misdaadfilm uit 1929 onder regie van Josef von Sternberg. Destijds werd de film uitgebracht onder de titel Zijn laatste gang.

## Verhaal
Thunderbolt is ter dood veroordeeld en hij wacht op zijn executie. In de cel naast hem zit Bob Morgan. Hij is onschuldig en bovendien verliefd op de vriendin van Thunderbolt, maar hij weet niet dat ze een relatie hebben. Thunderbolt wil het ogenblik van zijn executie zo lang mogelijk uitstellen, zodat hij Morgan kan doden.

## Rolverdeling
| Acteur            | Personage        |
| ----------------- | ---------------- |
| George Bancroft   | Thunderbolt      |
| Fay Wray          | Ritzy            |
| Richard Arlen     | Bob Morgan       |
| Tully Marshall    | Warden           |
| Eugenie Besserer  | Mevrouw Morgan   |
| James Spottswood  | Snapper          |
| Fred Kohler       | Bad Al           |
| Robert Elliott    | Aalmoezenier     |
| E.H. Calvert      | McKay            |
| George Irving     | Corwin           |
| Mike Donlin       | Kentucky Sampson |
| S.S. Stewart      | Gevangene        |
| William L. Thorne | Inspecteur       |